# アダマ・トラオレ (1996年生のサッカー選手)
アダマ・トラオレ・ディアッラ（Adama Traoré Diarra、1996年1月25日 - ）は、スペイン・カタルーニャ州ルスピタレート・ダ・リュブラガート出身のサッカー選手。プレミアリーグ・フラム所属。スペイン代表。ポジションは、フォワード(ウイング)、ミッドフィールダー(サイドハーフ)。

## 来歴

### クラブ経歴

#### バルセロナ
1996年にマリ共和国出身の両親の元でバルセロナ郊外のルスピタレート・ダ・リュブラガートで生まれる。2004年にFCバルセロナのカンテラに入団。2013年にBチームに昇格し、同年10月6日のセグンダ・ディビシオンのSDポンフェラディーナ戦でプロデビューを飾った。更に二週間後の11月23日にはトップチームに昇格。グラナダCF戦でネイマールとの交代で17歳でプリメーラ・ディビシオンデビュー。更に3日後のUEFAチャンピオンズリーグのアヤックス・アムステルダム戦では、82分にセスク・ファブレガスとの交代で出場した。

#### アストン・ヴィラ
2015年8月4日、プレミアリーグのアストン・ヴィラFCと5年契約を締結。しかし、負傷に悩まされ12試合の出場にとどまった。チームはリーグ最下位に終わり、フットボールリーグ・チャンピオンシップ降格となった。

#### ミドルズブラ
2016年8月31日、2008-09シーズン以来のプレミアリーグ復帰を果たしたミドルズブラFCに移籍。アイトール・カランカ監督によって右サイドのアタッカーに固定され、レギュラーを奪取した。

#### ウルヴァーハンプトン
2018年8月8日、ウルヴァーハンプトン・ワンダラーズFCと5年契約を結んだ。

#### バルセロナ復帰
2022年1月30日、古巣FCバルセロナにローン移籍することが発表された。買取オプション付きで、期限は2022年6月30日までとなっている。背番号は11。

### ウォルバーハンプトン復帰
2022年7月1日、FCバルセロナへのレンタル移籍を終了し、クラブに復帰すると発表した。

#### フラム
2023年8月12日、フラムFCにフリーで移籍した。

### 代表経歴
2012年から2014年にかけて、ユース世代のスペイン代表に招集されたが、マリ共和国出身の両親の国籍を行使してマリ代表を目指すと言われていた。
2019年11月9日、負傷したロドリゴに代わってスペイン代表に召集されたが、翌日のアストン・ヴィラ戦で負傷した為、代わってパブロ・サラビアが召集された。
2021年5月24日、UEFA EURO 2020を戦うスペイン代表に招集された。自身初のメジャー大会参加となった。

## 人物
- 兄のモハメド・トラオレもサッカー選手で、現在はUEコルネジャに所属している。
- 度々トラオレの筋肉質な身体は、ユニフォームに体が収まらなくなったと疑われる[15]など話題を呼んでいる。またスピードについても特筆され、フィジカルを兼ね備えた武器はプレミアリーグやラ・リーガでも随一である。

## 個人成績

### クラブ成績
2022年2月3日現在
| クラブ               | シーズン     | リーグ             | リーグ | リーグ | 国内杯 | 国内杯 | リーグ杯 | リーグ杯 | 欧州大会 | 欧州大会 | その他 | その他 | 合計 | 合計 |
| クラブ               | シーズン     | ディビジョン       | 試合   | 得点   | 試合   | 得点   | 試合     | 得点     | 試合     | 得点     | 試合   | 得点   | 試合 | 得点 |
| -------------------- | ------------ | ------------------ | ------ | ------ | ------ | ------ | -------- | -------- | -------- | -------- | ------ | ------ | ---- | ---- |
| バルセロナB          | 2013–14      | セグンダ           | 26     | 5      | —      | —      | —        | —        | —        | —        | —      | —      | 26   | 5    |
| バルセロナB          | 2014–15      | セグンダ           | 37     | 3      | —      | —      | —        | —        | —        | —        | —      | —      | 37   | 3    |
| バルセロナB          | 計           | 計                 | 63     | 8      | —      | —      | —        | —        | —        | —        | —      | —      | 63   | 8    |
| バルセロナ           | 2013–14      | プリメーラ         | 1      | 0      | 0      | 0      | —        | —        | 1        | 0        | 0      | 0      | 2    | 0    |
| バルセロナ           | 2014–15      | プリメーラ         | 0      | 0      | 2      | 1      | —        | —        | 0        | 0        | —      | —      | 2    | 1    |
| バルセロナ           | 計           | 計                 | 1      | 0      | 2      | 1      | —        | —        | 1        | 0        | 0      | 0      | 4    | 1    |
| アストン・ヴィラ     | 2015–16      | プレミア           | 10     | 0      | 0      | 0      | 1        | 1        | —        | —        | —      | —      | 11   | 1    |
| アストン・ヴィラ     | 2016–17      | チャンピオンシップ | 1      | 0      | 0      | 0      | 0        | 0        | —        | —        | —      | —      | 1    | 0    |
| アストン・ヴィラ     | 計           | 計                 | 11     | 0      | 0      | 0      | 1        | 1        | —        | —        | —      | —      | 12   | 1    |
| ミドルズブラ         | 2016–17      | プレミア           | 27     | 0      | 4      | 0      | 0        | 0        | —        | —        | —      | —      | 31   | 0    |
| ミドルズブラ         | 2017–18      | チャンピオンシップ | 34     | 5      | 2      | 0      | 2        | 0        | —        | —        | 2      | 0      | 40   | 5    |
| ミドルズブラ         | 計           | 計                 | 61     | 5      | 6      | 0      | 2        | 0        | —        | —        | 2      | 0      | 71   | 5    |
| ウルヴァーハンプトン | 2018–19      | プレミア           | 29     | 1      | 5      | 0      | 2        | 0        | —        | —        | —      | —      | 36   | 1    |
| ウルヴァーハンプトン | 2019–20      | プレミア           | 37     | 4      | 2      | 0      | 0        | 0        | 15       | 2        | —      | —      | 54   | 6    |
| ウルヴァーハンプトン | 2020–21      | プレミア           | 37     | 2      | 3      | 1      | 1        | 0        | —        | —        | —      | —      | 41   | 3    |
| ウルヴァーハンプトン | 2021–22      | プレミア           | 20     | 1      | 1      | 0      | 2        | 0        | —        | —        | —      | —      | 23   | 1    |
| ウルヴァーハンプトン | 計           | 計                 | 123    | 8      | 11     | 1      | 5        | 0        | 15       | 2        | —      | —      | 154  | 11   |
| バルセロナ           | 2021–22      | プリメーラ         | 2      | 0      | —      | —      | —        | —        | 0        | 0        | —      | —      | 0    | 0    |
| キャリア通算         | キャリア通算 | キャリア通算       | 259    | 21     | 19     | 2      | 8        | 1        | 16       | 2        | 2      | 0      | 304  | 26   |

### 代表成績
- 国際Aマッチ 8試合 0得点（2020年 - ）

| スペイン代表 | 国際Aマッチ | 国際Aマッチ |
| 年           | 出場        | 得点        |
| ------------ | ----------- | ----------- |
| 2020         | 5           | 0           |
| 2021         | 3           | 0           |
| 通算         | 8           | 0           |